# 마그레브정원겨울잠쥐
마그레브정원겨울잠쥐(Eliomys munbyanus)는 겨울잠쥐과에 속하는 설치류의 일종이다. 야행성 동물이며, 알제리와 리비아, 모로코, 튀니지 그리고 서사하라에서 발견된다. 자연 서식지는 습윤 숲부터 반-사막 지역까지 다양하다. 흔한 종의 일종이며, 국제 자연 보전 연맹(IUCN)이 "관심대상종"으로 지정하고 있다.

## 특징
마그레브정원겨울잠쥐는 중형 크기의 종으로 상당히 길고 부드러운 양털같은 털을 갖고 있다. 상체는 누르스름하거나 회색 바탕에 불그레한 갈색 색조를 띤다. 하체는 회색빛과 함께 흰 색조를 띠며, 두 색조 사이에 뚜렷한 경계선을 띤다. 머리 윗부분은 상체와 조화를 이루지만, 주둥이 쪽으로 내려가면서 점점 희미해진다. 큰 눈은 어두운 색 얼굴로 둘러싸여 있다. 뺨은 희끄무레하거나 크림색을 띠고, 같은 색의 줄무늬가 어깨까지 이어진다. 귀는 중간 크기이고 타원형의 갈색을 띠며, 귀 뒷쪽은 털이 없는 피부에 불그스레하거나 희미한 반점이 나 있기도 한다. 꼬리는 길며, 짧은 털이 나 있고 다양한 색을 띤다. 상체는 보통 검은색이고 하체는 연한 회색 또는 갈색빛 흰색이다. 꼬리 안쪽은 몸 색깔과 유사하고, 꼬리 끝은 꼬리 나머지 부분보다 더 긴 털이 나 있고 흰색이다.

## 분포 및 서식지
마그레브정원겨울잠쥐는 서사하라 지역과 모로코, 알제리, 튀니지 그리고 리비아의 토착종이다. 하이 아틀라스 산맥의 해수면부터 3,800m 사이에서 발견된다. 습윤 숲과 소나무 숲, 산악지대 산목 숲. 해안가 모래언덕, 반사막지대를 포함하여 다양한 서식지에서 발견되며, 겨울잠을 빠지기도 한다. 바위 서식지를 좋아하는 것으로 보인다.